# Stadsökyrkan
Stadsökyrkan är en stadsdelskyrka som tillhör Nederluleå församling i Luleå stift. Den ligger i Stadsön i Gammelstaden i Luleå kommun.

## Kyrkobyggnaden
Kyrkan är en träkyrka ritad av arkitekt Guy Sjöwall och projekterad av Hööks arkitekter i Luleå 1974. Den invigdes den 24 augusti 1975. Arkitektoniskt är det en av de första svenska kyrkor med så kallat kyrktorg inomhus, vilket är en vanligt förekommande lösning i finländska kyrkobyggnader.
Invid kyrkans vägg finns en klockstapel i brunt trä.

## Inventarier
- Altartavlan är en bildväv 180 cm x 180 cm stor komponerad av Brita Rehndahl. Dess motiv är fem kornbröd.
- Dopfunten är från 1975.